# ЮМЗ 8040 (трактор)
ЮМЗ-8040 — сімейство універсальних колісних тракторів сільськогосподарського та промислового призначення з колісною формулою 4х2, що випускається Південним машинобудівним заводом.

## Опис
Трактор ЮМЗ-8040 створений на базі трактора ЮМЗ-6 з установкою більш потужного двигуна.

### Технічні характеристики
- Колісна база, мм 2450
- Регульована колія, мм
  - передніх коліс: 1360-1860
  - задніх коліс: 1400-1800
- Габаритні розміри, мм - довжина x ширина x висота:   4165x1884x2830

## Модифікації
- ЮМЗ-8040 — базова модель з двигуном Д-243 потужністю 80 к.с., 12-ст. синхронізованою КПП
- ЮМЗ-8040.2 — модифікація з двигуном Д-243 потужністю 80 к.с., 9-ст. механічною КПП
- ЮМЗ-8040.2М — модифікація з двигуном Д-243 потужністю 80 к.с., 9-ст. механічною КПП, новим пластиковим капотом і новою кабіною